# Walerij Niczuszkin
Walerij Iwanowicz Niczuszkin, ros. Валерий Иванович Ничушкин (ur. 4 marca 1995 w Czelabińsku) – rosyjski hokeista, reprezentant Rosji, olimpijczyk.

## Kariera
- Biełyje Miedwiedi Czelabińsk (2011-2013)
- Traktor Czelabińsk (2012–2013)
  -  Czełmet Czelabińsk (2012)
- Dinamo Moskwa (2013)
- Dallas Stars (2013-2016)
  -  Texas Stars (2014-2015)
- CSKA Moskwa (2016-2018)
- Dallas Stars (2018-2019)
- Colorado Avalanche (2019-)

Wychowanek Traktora Czelabińsk. W maju 2012 w KHL Junior Draft został wybrany przez tenże klub z numerem 11. Zaliczył udany sezon KHL (2012/2013), podczas którego w wieku niespełna 17 lat pięciokrotnie był wybierany jako najlepszy debiutant w etapach rozgrywek. W międzyczasie zagrał na mistrzostwach świata do lat 20 w 2012, gdzie zdobył zwycięskiego gola w meczu o brązowy medal. W kwietniu 2013 z drużyną Traktora zdobył srebrny medal mistrzostw Rosji i wicemistrzostwo KHL, po czym uczestniczył w mistrzostwach świata do lat 18 2013 (czwarte miejsce). Od 1 maja 2013 jest zawodnikiem Dinama Moskwa z kontraktem ważnym do 30 kwietnia 2015. Wraz z nim zawodnikiem Dinama został inny młody gracz Traktora, Maksim Karpow. W maju 2013 Niczuszkin zdecydował, że zamierza grać w rozgrywkach i uzgodnił z szefostwem Dinama, że jego kontrakt zostanie rozwiązany w razie możliwości gry w tej lidze. Następnie zgłosił się do draftu NHL. 30 czerwca 2013 w NHL Entry Draft 2013 został wybrany przez Dallas Stars z numerem 10. W lipcu 2013 podpisał trzyletni kontrakt z tym klubem. W lidze NHL zadebiutował w sezonie NHL (2013/2014) 3 października 2013. Od września 2016 zawodnik CSKA Moskwa. Od lipca 2018 ponownie zawodnik Dallas Stars. W czerwcu 2019 jego kontrakt został wykupiony przez ten klub i Niczuszkin został wolnym zawodnikiem. W 2019 przeszedł do Colorado Avalanche.
Uczestniczył w turniejach zimowych igrzysk olimpijskich 2014, mistrzostw świata 2017.

## Sukcesy
Reprezentacyjne
- Brązowy medal mistrzostw świata juniorów do lat 20: 2013
- Brązowy medal mistrzostw świata: 2017

Klubowe
- Srebrny medal mistrzostw Rosji: 2013 z Traktorem Czelabińsk
- Puchar Stanleya: 2022 z Colorado Avalanche

Indywidualne
- Mistrzostwa Świata Juniorów w Hokeju na Lodzie 2013/Elita:
  - Zdobywca zwycięskiego gola w dogrywce spotkania o brązowy medal Rosja - Kanada 6:5 (5 stycznia 2013)
- KHL (2012/2013):
  - Najlepszy pierwszoroczniak miesiąca - styczeń, luty, marzec 2013
  - Najlepszy pierwszoroczniak miesiąca - półfinały konferencji, finały konferencji
  - Nagroda dla najlepszego pierwszoroczniaka sezonu KHL im. Aleksieja Czeriepanowa
- KHL (2017/2018):
  - Drugie miejsce w klasyfikacji strzelców zwycięskich goli meczowych w sezonie zasadniczym: 7 goli